# 옌산산맥

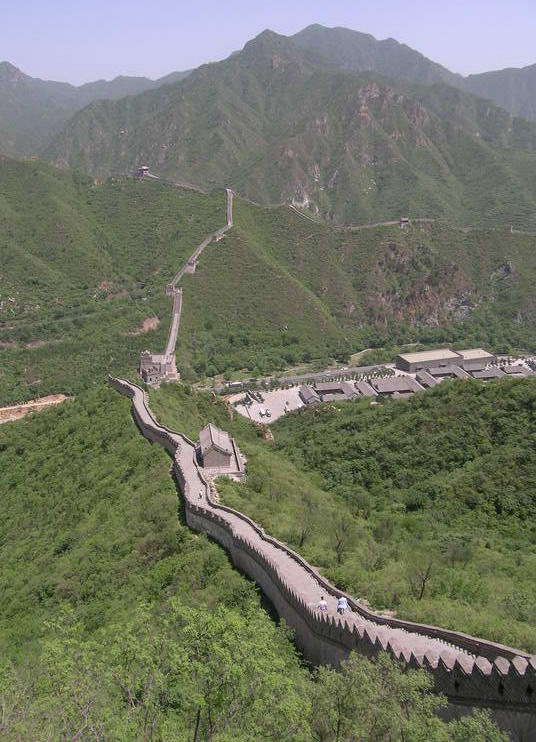

옌산산맥(燕山山脈, Yanshan)은 중화인민공화국 북부에 있는 산지. 허베이성 화베이 평원의 북쪽을 둘러싸듯이 우뚝 솟아 있다. 이름은 남쪽에 연나라가 있었던 것에서 유래되었다. 최고봉은 2,116m의 우링산(霧霊山)이다.

## 개요
베이징시의 북부의 준두산(軍都山)으로부터 차오바이허(潮白河)의 협곡을 넘어 산해관까지를 동서로 뻗어있다. 특히 베이징시 서부의 차오바이허 협곡에서 산해관까지의 사이(소옌산)가 좁은 의미의 옌산이며, 다팡산(大房山), 펑황산(鳳凰山), 우링산(霧霊山) 등의 명산이 퍼져 있다. 베이징 북부의 준두산으로부터 차오바이허 협곡까지는 대옌산이라고도 불리며 준두산 서쪽 끝의 주마허 협곡(拒馬河峡谷)과 거용관(居庸関)으로 향하는 허베이 평원의 서쪽을 남북으로 달리는 태행산맥(太行山脈)이 있다.
주로 석회암, 화강암, 현무암 등에서 구성된다. 해발은 400 m로부터 1,000 m로, 최고봉의 우링산(청더시 융성현)은 해발 2,116m에 이른다.
남쪽의 허베이와 북쪽의 내몽고 및 요서를 멀리하는 옌산에는 많은 계곡이 있고, 이것들은 남북을 통하는 좁은 길로서 전략적으로 중요한 역할을 하고 있었다. 주요 통로로는 구베이커우(古北口)(차오허 협곡 潮河峡谷, 베이징시 미윈현 密雲県), 시펑커우(喜峰口)(롼허협곡 灤河峡谷, 당산시와 청더시 사이), 렝커우(冷口) 등이 있다. 또 만리장성의 동쪽 끝은 옌산 위로 뻗어있다.
석탄 등의 광물자원이 풍부한 것 외에도 미혀한 자연과 산맥 내에는 우링산 자연보호구가 있다. 청더에는 청조 황제의 별궁인 피서산장이 있어 그 주위의 산들은 출입금지된 토지로서 자연이 유지되고 있었지만, 청의 붕괴 이후 잇따른 전쟁으로 무분별한 개간이 이루어져 많은 숲이 파괴되었다.